# Списък на градове в Англия
Това е списък с градове в Англия.

## Англия

### А
Абингдън, Абридж, Адлингтън, Адуик лъ Стрийт, Адълстън, Адърстън, Адъртън (Англия), Ай, Айвибридж, Акрингтън, Аксбридж, Аксминстър, Акъл, Алдършот, Алник, Алстън, Алфорд, Алфритън, Амбъл, Амбълсайд, Амптил, Амършам, Андоувър, Апсли, Апълби ин Уестморланд, Апълдор, Арлси, Арнолд, Аръндъл, Аскърн, Аскът, Аспейтрия, Атълбъроу, Аундъл, Ашби де ла Зуш, Ашборн (Англия), Ашбъртън, Ашингтън, Аштън ин Мейкърфийлд, Аштън ъндър Лайн, Ашфорд, Ашфорд (Съри)

### Б
Базилдън, Байдфорд, Бакуърт, Банбъри, Банстед, Баркинг, Барнард Касъл, Барнзли, Барнстапъл, Барнълдсуик, Бароу ин Фърнес, Бартън ъпон Хъмбър, Бат, Батли, Батъл, Бебингтън, Бевърли, Бедлингтън, Бедуърт, Бедфорд, Бейзингстоук, Бейкуел, Бейкъп, Бейлдън, Беклис, Бексхил он Сий, Бекънам, Бекънсфийлд, Белпър, Бери Сейнт Едмъндс, Бери, Берик ъпон Туид, Бигълсуейд, Бидейл, Бидълф, Бийминстър, Бийстън, Билингам, Билстън, Билърики, Бингам (Англия), Бингли, Бирмингам, Бистър (Англия), Бишъп Окланд, Бишъпс Касъл, Бишъпс Стортфорд, Бишъпс Уолтън, Биър, Блайт, Блакпул, Блакуотър, Блакхийт, Бландфорд Форъм, Блейдън, Блекбърн, Блечли, Блоксуич, Богнър Риджис, Бодмин, Болдък, Болингтън, Болсоувър, Болтън, Бордън, Борнмът, Боробридж, Борхамуд, Бостън, Ботри, Боуви Трейси, Боунес он Уиндърмиър, Брадли Стоук, Браднинч, Брадфорд он Ейвън, Брадфорд, Брайтлингси, Брайтън (Англия), Брайтън анд Хов, Брайърли Хил, Брайърли, Брайърфийлд, Бракли, Бракнъл, Брамптън, Брандън, Браунхилс, Брейдинг, Брейнтрий, Брентуд, Бриг (Англия), Бригаус, Бриджнорд, Бриджуотър, Бридлингтън, Бридпорт, Бриксам, Бристъл, Бродстеърс, Броксборн, Бромбъроу, Бромсгроув, Бромярд, Бротън, Бротън ин Фърнес, Броу, Броузли, Булуел, Булърс Грийн, Бурн, Бутъл, Буши, Бъдли Солтъртън, Бъкингам, Бъкстън, Бъкфастли, Бъкхърст Хил, Бънгей, Бънтингфорд, Бърг лъ Марш, Бърджис Хил, Бъркли (Англия), Бъркхамстед, Бъркънхед, Бърнам он Крауч, Бърнам он Сий, Бърнли, Бърнтуд, Бъртън Латимър, Бъртън ъпон Трент, Бърфорд, Бюд, Бюдли

### В
Вентнър, Въруд

### Г
Гайлдфорд, Гайсбъроу, Гайсли, Гарстанг, Гарфорт, Гейнсбъроу, Гейтсхед, Гластънбъри, Глостър, Глосъп, Годалминг, Годманчестър, Голборн, Горлстън, Госпорт, Грантъм, Грейвзенд, Грейндж оувър Сандс, Грейс, Грейт Дънмоу, Грейт Торингтън, Грейт Ярмът, Грийнстед, Гримзби, Гул

### Д
Дагънам, Дарби, Дарластън, Дарли Дейл, Дарлингтън, Дартмът, Дартфорд, Даруен, Даунам Маркет, Дейвънтри, Дентън, Денхолм, Десбъро, Джароу, Джилингам (Дорсет), Джилингам (Кент), Дидкът, Дийл, Динингтън, Дис, Диърам, Доли (Англия), Долиш, Долтън ин Фърнес, Донкастър, Доркинг, Дорчестър, Доувър (Англия), Доувъркърт, Дрифийлд, Дройлсдън, Дройтуич Спа, Дронфийлд, Дъвайзис, Дъдли, Данстабъл, Дърам, Дърсли, Дюкинфийлд, Дюсбъри

### Е
Егам, Егримънт, Едлингтън, Ейлзбъри, Ейлшам, Еймисбъри, Екситър, Ексмът, Екълс, Екълсхол, Еланд, Елзмиър Порт, Елзмиър, Емсуърт, Епинг, Епсъм, Епуърт, Естън

### И
Ибстък, Ившам, Игълсклиф, Идънбридж, Изингтън Колиъри, Изингтън, Изингуълд, Икънам, Или, Илинг, Илкестън, Илкли, Илминстър, Илфракъмб, Имингам, Ингейтстън, Ипсуич, Истам, Истборн, Истли, Истуд (Есекс), Истуд (Нотингамшър), Итън, Ишър, Иърби

### Й
Идън, Йейт, Йейтли, Йорк, Йоувил

### К
Кадисхед, Калн, Камборн, Камбърли, Камълфорд, Канви Айланд, Канък, Карлайл, Карнфърт, Картъртън, Касъл Кари, Касълфорд, Катърик Гарисън, Каус, Кеймбридж, Кейншам, Кейстър он Сий, Кейстър, Кейтърам, Кемпстън, Кендал, Кенилуърт, Кентърбъри, Кесгрейв, Кесуик, Кетъринг, Кидсгроув, Кидърминстър, Кийдли, Киламарш, Килингуърт, Кимбърли, Кингс Лин, Кингсбридж, Кингстън ъпон Темз, Кингстън ъпон Хъл, Кингсуд, Кингтън, Киърсли, Клактън он Сий, Клей Крос, Клейтън лъ Мурс, Клекхийтън, Клеър, Клийвдън, Клийвлейс, Клийтхорпс, Клийтър Мур, Клиобъри Мортимър, Клидъроу, Клифтън, Клън, Кобам, Ковънтри, Когшал, Кокърмът, Колингтън, Колфорд, Колчестър, Конгълтън, Конисбро, Консет, Корби, Корбридж, Корингам, Корсам, Котгрейв, Коулвил, Коулитън, Коулифорд, Коулн, Коулсхил, Коусли, Крадли Хийт, Крайстчърч, Крамлингтън, Кранбрук, Кредитън Крюкърн, Крейвън Армс, Крейфорд, Криклейд, Кройдън, Кроли, Кросби, Кроубъроу, Кроул (Северен Линкълншър), Кроуланд, Кроумър, Крук (Дърам), Крю, Куарибанк, Куинбъроу, Кулздън, Кълъмптън, Къркам, Къркби ин Ашфийлд, Къркби Лонсдейл, Къркби Стивън, Къркби, Къркбимурсайд, Къртън ин Линдзи

### Л
Лай, Лайм Риджис, Лангдън Хилс, Лангли Мил, Лангпорт, Ланкастър, Лаустъфт, Лаут (Линкълншър), Ледбъри, Ледърхед, Лейбърн, Лейланд (Ланкашър), Лейндън, Лейстън, Лейтън Бъзард, Лемингтън Спа, Лестър, Лечлейд, Лечуърт, Ливърпул, Лид, Лидам Сейнт Анс, Лидни, Лий он дъ Соулънт, Лий он Сий, Лийдс, Лийк, Лимингтън, Линкълн (град), Лиоминстър, Лискард, Лислейд, Литълбъроу, Литълхамптън, Личфийлд, Лодън, Лонг Итън, Лонг Сътън, Лонгбентън, Лонгридж, Лонгтаун, Лондон, Лонстън, Лостуидиъл, Лоутън, Лофтъс, Лу, Луис, Лутън, Лъгършол, Лъдлоу, Лътъруърт, Лъфбъроу

### М
Магъл, Майдълмройд, Майнхед, Макълсфийлд, Малмсбъри, Манингтри, Мансфийлд Удхаус, Мансфийлд, Манчестър, Маразайън, Маргейт, Маркет Босуърт, Маркет Дийпинг, Маркет Дрейтън, Маркет Рейзън, Маркет Уейтън, Маркет Уорсъп, Маркет Харбъро, Марлбъроу, Марлоу, Марч (Кеймбриджшър), Масам, Матлък (Дарбишър), Мейбълторп, Мейдли (Шропшър), Мейдстоун, Мейдънхед, Мексбъроу, Мелборн, Мелксам, Мелтам, Мелтън Моубрей, Мерипорт, Мидсоумър Нортън, Мидхърст, Мидълам, Мидълзбро, Мидълтън (град в Англия), Мидълуич, Милдънхол, Милнроу, Милнторп, Милтън Кийнс, Милъм, Минстър, Минчинхамптън, Мичълдийн, Мичъм, Миър, Молвърн, Молдън (Англия), Молтби, Молтън, Мордън, Моркамб, Морли, Морпет, Мортън, Мортън ин Марш, Мортънхампстед, Мосли, Мърфийлд, Мъч Уенлък

### Н
Нътсфорд, Нантуич, Недъртън, Недърфийлд, Нейлси, Нейлсуърт, Нелсън (Ланкашър), Нестън (Чешър), Неърсбъроу, Нийдам Маркет, Норич, Нормантън, Норт Кентън, Норт Найкам, Норт Педъртън, Норт Тотън, Норт Уолсам, Норт Шийлдс, Норталертън, Нортам, Нортлийч, Нортуич, Нортфлийт, Нортхемптън, Нортън он Дъруент, Нотингам, Нотингли, Ноул, Нънийтън, Ню Милс, Ню Милтън, Ню Молдън, Ню Олсфорд, Ню Ромни, Ню Фери, Нюарк он Трент, Нюбигин бай дъ Сий, Нюбъри, Нюент, Нюкасъл ъндър Лайм, Нюкасъл ъпон Тайн, Нюкий, Нюлин, Нюмаркет (Съфолк), Нюпорт (Корнуол), Нюпорт (остров Уайт), Нюпорт (Шропшър), Нюпорт Пагнел, Нютън Абът, Нютън Ейклиф, Нютън лъ Уилоус, Нюхейвън (Източен Съсекс)

### О
Одъншоу, Озуъстри, Окстед, Оксфорд, Олдбърг, Олдридж, Олдъм, Олкъмб, Олни, Олсейджър, Олстър, Олтринкам, Олтън, Олъртън, Ормскърк, Орпингтън, Орфорд, Осет, Осуалдтуистъл, Отли, Отъри Сейнт Мери, Оувъркъмб, Оудби, Оукам, Оукхамптън, Оукънгейтс, Оулдбъри

### П
Падиам, Падстоу, Падък Уд, Паркестън, Партингтън, Пачуей, Пейнсуик, Пейнтън, Пейтли Бридж, Пендълбъри, Пензанс, Пенистън, Пенкридж, Пенрин, Пенрит, Пенуъртам, Петуърт, Пийсхейвън, Пикъринг, Питси, Питърбъроу, Питърли, Питърсфийлд, Плимът, Поклингтън, Понтиланд, Понтифракт, Портисхед (град), Портланд (град на остров Портланд), Портливън, Портсмът, Потън, Потърс Бар, Поулгейт, Прескът, Престуич, Престън, Принсес Рисбъроу, Принстуан, Пръдхоу, Пул (град), Пултън лъ Файлд, Пъдси, Пършор

### Р
Рагби, Радклиф, Радстък, Рай, Райд, Рамсботъм, Рамсгейт, Раундс, Рединг, Редич, Редкар, Редрът, Редхил, Рейли, Рейнам, Рейтън, Рочестър, Ретфорд, Ригейт, Рийт, Рийфам, Рикмансуърт, Рингуд, Рипли (Дарбишър), Рипън, Ричмънд (Лондон), Ричмънд (Северен Йоркшър), Риштън, Робин Худс Бей, Родъръм, Ройстън (Хартфордшър), Ройстън (Южен Йоркшър), Ройтън, Роял Тънбридж Уелс, Роксам, Ромзи, Ромфорд, Рос он Уай, Ротбъри, Ротуел (Западен Йоркшър), Ротуел (Нортхамптъншър), Ротънстал, Роули Риджис, Рочдейл, Рочфорд, Рубъри, Ръгби (Уорикшър), Ръджли, Рънкърн, Ръшдън

### С
Сайрънсестър, Саксмъндам, Сандаун, Сандбач, Санди, Сандиакър, Сандуич, Сандхърст, Саут Банк, Саут Бенфлийт, Саут Елмсол, Саут Кейв, Саут Молтън, Саут Педъртън, Саут Удам Ферърс, Саут Шийлдс, Саутам, Саутбъроу, Саутенд он Сий, Саутминстър, Саутпорт, Саутси, Саутуел, Саутуик, Саутуълд, Саутхамптън, Сафрън Уолдън, Севъноукс, Седбърг, Седгли, Сейл, Сейнт Айвс (Кеймбриджшър), Сейнт Айвс (Корнуол), Сейнт Блейзи, Сейнт Джъст ин Пенуит, Сейнт Кълъмб Мейджър, Сейнт Моис, Сейнт Ниътс, Сейнт Олбанс, Сейнт Остъл, Сейнт Хелънс, Селби, Селси, Сетъл, Сидмът, Сийтън, Сийфорд, Сийъм, Силот, Силсдън, Синдърфорд, Сайстън Ситингборн, Скарбъроу (Англия), Скегнес, Скелмърсдейл, Скелтън ин Кливланд, Скиптън, Скънторп, Слау, Слийфорд, Сметуик, Снейт, Снодланд, Собриджуърт, Солкъмб, Солсбъри, Солташ, Солтбърн бай дъ Сий, Солфорд, Соуам, Соулихъл, Соърби Бридж, Спелбрук, Спенимур, Спилсби, Сполдинг (Линкълншър), Сталам, Стамфорд (Линкълншър), Станфорд лъ Хоуп, Станхоуп, Стафорд, Стейвли, Стейлибридж, Стейнинг, Стейнис, Стейнфорд, Стейпълфорд, Стенли (Дърам), Стивънидж, Стокпорт, Стоксбридж, Стоктън он Тийс, Столбридж, Стоу он дъ Уълд, Стоук он Трент, Стоуксли, Стоумаркет, Стоун (Стафордшър), Стоуни Стратфорд, Стоунхаус, Стратфорд на Ейвън, Стратън, Страуд, Стретфорд, Струд, Стърбридж, Стърминстър Нютън, Стърпорт он Севърн, Суиндън, Суинтън (Манчестър), Суинтън (Южен Йоркшър), Суодлинкоут, Суонидж, Суонли, Суонскъмб, Суофам, Съдбъри, Съмъртън, Сънбъри на Темза, Съндърланд, Сътън (Лондон), Сътън ин Ашфийлд, Сътън Колдфийлд

### Т
Тависток, Тадкастър, Тадли, Тайнмът Такстед, Тамуърт, Татчам, Тейм, Теймсмийд, Телскъмб, Телфорд, Тенбъри Уелс, Тентърдън, Тетбъри, Тетфорд, Тивъртън, Тидуърт, Тикхил, Тилбъри, Тилсли, Тинмът, Типтън, Тисбъри, Тодмордън, Тънбридж, Тонтън, Топшам, Торки (Англия), Торн, Торнаби он Тийс, Торнбъри, Торнтън, Торп Сейнт Андрю, Торпойнт, Тотланд, Тотнис, Тотън анд Елинг, Тоу Ло, Тоунтън, Тоустър, Трапстън, Тринг, Троубридж, Труроу, Търск, Тюксбъри

### У
Уайвънхоу, Уайтбушъс, Уайтклиф, Уайтлийф, Уайтфийлд, Уайтхейвън, Удбридж, Удли, Удсток (Англия), Уедърби, Уейбридж, Уейдбридж, Уейкфийлд, Уейли Бридж, Уеймът, Уейнфлийт Ол Сейнтс, Уелингбъроу, Уелингтън, Уелингтън, Уелс, Уелс некст дъ Сий, Уелуин Гардън Сити, Уем, Уендоувър, Уенсбъри, Уенсфийлд, Уест Байфлийт, Уест Бриджфорд, Уест Бромич, Уест Кърби, Уест Молинг, Уест Мърси, Уестбъри, Уестгейт он Сий, Уестминстър, Уестхотън, Уестън сюпър Меър, Уестърам, Уесъм, Уеър, Уеърхам, Уигстън Магна, Уигтън, Уигън, Уидал, Уидам, Уиднес, Уидърнси, Уикам, Уикам, Уикуор, Уикфорд, Уилингтън, Уилмслоу, Уилскъмб, Уилтън, Уилънхол, Уимборн Минстър, Уиндам, Уиндзор, Уиндърмиър, Уинкантън, Уинслоу, Уинсфорд, Уинтъртън, Уинчелси, Уинчестър, Уинчкъмб, Уисбийч, Уитби, Уитли Бей, Уитнаш, Уитни, Уитстабъл, Уитчърч (Хампшър), Уитчърч (Шропшър), Уитълзи, Улвъртън, Улвърхамптън, Улър, Уобърн Сандс, Уобърн, Уодхърст, Уокинг, Уокингам, Уоласи, Уолдам Аби, Уолдам Крос, Уолдамстоу, Уолингтън, Уолингфорд, Уолкдън, Уолмър, Уолсенд, Уолсингам, Уолсол, Уолтингтън, Уолтън на Темза, Уолтън он дъ Нейз, Уолтън, Уомбуел, Уондсуърт, Уонтидж, Уорик, Уорингтън, Уорминстър, Уот ъпон Дърн, Уотфорд, Утън ъндър Едж, Уотън, Уотърлувил, Уочет, Уошингтън, Устър, Утън Басет, Уърдинг, Уързли, Уъркингтън, Уърксоп, Уърксуърт

### Ф
Файли, Фаринган, Фарнъм, Фарнбъроу, Фарнуърт, Фейвърсам, Фейзли, Фейкънам, Фейлсуърт, Фелдъм, Феликсстоу, Фени Стратфорд, Ферихил, Феърам, Феърфорд, Фийдърстоун, Филтън, Флийт, Флийтуд, Флитуик, Фои, Фолкстън, Фолмът, Фордбридж, Фордингбридж, Фордуич, Формби, Фофийлдхед, Фрамлингам, Фримли, Фринтън он Сий, Фродшам, Фрум, Фърндаун

### Х
Хавант, Хадли, Хадфийлд, Хадърли, Хай Бентам, Хай Уикъмб, Хайбридж, Хайд, Хайклиф, Хайт, Хайтън, Хайуърт, Хайъм Ферърс, Хаксби, Халистън, Халифакс, Харидж, Харингтън, Харлоу, Хароу, Харпендън, Хартланд, Хартлипул, Харъгейт, Хаслингдън, Хатфийлд, Хаудън, Хаунслоу, Хаутън лъ Спринг, Хаутън Риджис, Хебдън Бридж, Хебдън Ройд, Хебърн, Хевършам, Хедж Енд, Хеднесфорд, Хейвърхил, Хейзълмиър, Хейл, Хейлзоуън, Хейлзуърт, Хейлшам, Хейс (Англия), Хейстингс, Хейуд, Хейуърдс Хийт, Хекмъндуайк, Хексам, Хелмсли, Хелстън, Хемпстед, Хемсуърт, Хемъл Хемпстед, Хенли ин Ардън, Хенли на Темза, Херъфорд, Хесуол, Хесъл, Хетън лъ Хоул, Хидън, Хианър, Хийтфийлд, Хингам, Хиндли, Хинкли, Хичин, Ходсдън, Хойланд, Хойлейк, Холбийч, Холстед, Холсуърти, Холтуистъл, Хонуел, Хорич, Хорли, Хорнкасъл, Хорнси, Хорнчърч, Хорсфърт, Хоршъм, Хос, Хоулмфърт, Хоулт, Хоунитън, Хъдърсфийлд, Хъкнал, Хъндърфорд, Хънсдън, Хънстън, Хънтингдън, Хърн Бей, Хършам, Хъртфорд, Хю Таун

### Ч
Чагфорд, Чадам, Чадъртън, Чапъл ен лъ Фрит, Чард (Съмърсет), Чарлбъри, Чатърис, Чезънт, Челмсфорд, Челтнъм, Чесингтън, Честър лъ Стрийт, Честър, Честърфийлд, Чесъм, Чечистър, Чигуел, Чийдъл (Стафордшър), Чийдъл, Чингфорд, Чипинг Кампдън, Чипинг Нортън, Чипинг Онгар, Чипинг Содбъри, Чипънам, Чорли, Чорлиуд, Чъдли, Чълмли, Чъртси, Чърч Стретън

### Ш
Шайърбрук, Шанклин, Шафтсбъри, Шепсхед, Шептън Молит, Шепъртън, Шерборн, Шерингам, Шефилд, Шефорд, Шилдън, Шипли, Шипстън он Стауър, Шифнал, Шиърнес, Шорам бай Сий, Шоу анд Кромптън, Шрюсбъри, Шубъринес

### Ъ
Ъксбридж, Ъксътър, Ъкфийлд, Ълвърстън, Ъпингам, Ъпминстър, Ъптън ъпон Севърн, Ъпхоланд, Ърлам, Ърли, Ърмстън, Ъртлингбъроу

### Ю
Юъл

### Я
Ярм, Ярмът